# Schlacht bei Bicocca
Die Schlacht bei Bicocca war eine Schlacht am 27. April 1522 zwischen den Truppen des französischen Königs Franz I. und Kaiser Karls V. in Bicocca nördlich von Mailand (seit 1923 als Stadtquartier eingemeindet).
Die französischen und venezianischen Truppen unter dem Befehl von Odet de Foix wurden von der spanisch-kaiserlichen und päpstlichen Armee unter dem Befehl von Prospero Colonna geschlagen. Odet de Foix musste sich aus der Lombardei zurückziehen, das Herzogtum Mailand geriet unter die Herrschaft des Kaisers.
Eine wichtige Rolle spielten dabei eidgenössische Truppen unter Albrecht vom Stein von Bern, Arnold Winkelried von Unterwalden und Ulrich von Sax von St. Gallen, die auf der Seite der französischen Armee den kaiserlichen Truppen unter Prospero Colonna unterlagen. Diese Niederlage war maßgeblich auf die Überlegenheit der spanischen Arkebusiere und Artillerie über die Schweizer Pikeniere zurückzuführen.
Feldschreiber der eidgenössischen Truppen war der spätere Berner Dramatiker, Maler, Graphiker, Reformator und Staatsmann Niklaus Manuel.
Schlachtentscheidend war schon der Einsatz von Feldgeschütz und Handbüchsenschützen. Georg von Frundsberg, der mit Prospero Colonna und dem Markgrafen von Pescara das kaiserliche Heer befehligte, hat bei Bicocca die Zeichen der Zeit erkannt. Er, der nur mit wenigen Handrohrschützen die spanischen Büchsenschützen hatte verstärken können, warb drei Jahre später soviele Schützen an, wie er nur irgendwie bekommen konnte, und zog mit solchermaßen erheblich verstärkten Langspießhaufen nach Pavia.
In der Schlacht von Bicocca haben sich zum ersten Mal Gewehrschützen den Schweizer Pikenieren als überlegen erwiesen, und so wurden Feuerwaffen in den folgenden Jahrzehnten immer wichtiger.
Bicocca ist auch die mittlere der drei Schlachten, die den Ruhm der eidgenössischen Knechte als unbesiegbare Elitekrieger Europas beendeten. Nach Marignano 1515 und vor Pavia 1525 hinterließ auch Bicocca unauslöschliche Spuren im Selbstbewusstsein der Schweizer, noch dazu, weil Bicocca ja die Niederlage einer Söldnerarmee, nicht eines ›aufgebotenen‹ staatlichen Heeres mit allen organisatorischen Schwierigkeiten wie bei Marignano bedeutete. Spätestens nach dieser Niederlage geben die Schweizer alle Expansionspläne auf und verabschieden sich als Großmacht.